# Wordie Seamount
Koordinaten: 61° 48′ S, 55° 27′ W
Der Wordie Seamount ist ein Tiefseeberg in der Bransfieldstraße zwischen dem Archipel der Südlichen Shetlandinseln und der nördlichen Spitze der Antarktischen Halbinsel. Er ist vulkanischen Ursprungs und besitzt eine Caldera.
Namensgeber der seit August 2003 vom Advisory Committee on Undersea Features (ACUF) anerkannten Benennung ist der britische Polarforscher und Geologe James Wordie (1889–1962), Teilnehmer an der Endurance-Expedition (1914–1917) des britischen Polarforschers Ernest Shackleton.